# Touretita
La touretita és un mineral de la classe dels òxids.

## Característiques
La touretita és un òxid de fórmula química LiAl₄Be₄(B₁₁Be)O₂₈. Va ser aprovada com a espècie vàlida per l'Associació Mineralògica Internacional en el mes de juliol de l'any 2024, i encara resta pendent de publicació. Cristal·litza en el sistema isomètric.
Les mostres que van servir per a determinar l'espècie, el que es coneix com a material tipus, es troben conservades a les col·leccions del laboratori de mineralogia de la Universitat de Lieja, a Bèlgica, amb el número de catàleg ULG-21979, i al Museu Civico di Storia Naturale de Milà, a Itàlia, amb el número de catàleg M39042.

## Formació i jaciments
Va ser descoberta a la pegmatita d'Ambalabe, situada a Anosiarivo Manapa, dins el districte de Betafo (Vakinankaratra, Madagascar), sent aquest indret l'únic de tot el planeta on ha estat descrita aquesta espècie mineral.